# BTDigg
BTDiggは、初めてMainline DHTに対応した検索エンジンである。このサービスはBitTorrent DHTネットワークに参加し、ネットワークの維持や、マグネットリンクといくつかのトレント属性（名称、サイズ、ファイル一覧）の対応を支援していた。これらの属性はインデックス化されてデータベースに挿入されていた。エンドユーザーに対しては、BTDiggはWebインターフェースを通じて全文検索データベース検索を提供していた。検索システムのWeb部分は、ユーザーのテキストクエリにより適切な情報を取得していた。Web検索は欧州およびアジアの言語によるクエリに対応していた。プロジェクト名は「BitTorrent Digger」の略称であり、この文脈において「digger」はトレジャーハンターを意味する。2016年6月には検索エンジンスパムが原因とされる理由でサービスはオフラインとなった。しかし2025年現在、サービスは再びオンラインとなっていると報告されているが、IPフィルタリングの影響により通常のクリアネット接続からはアクセス困難な場合が多い。サービスはTorネットワークやTor Browser経由でアクセス可能である。

## 特徴
BTDiggはBitTorrentネットワーク上のフリーコンテントを対象としたDHT検索エンジンとして作成された。BTDiggの検索システムのWeb部分は、マグネットリンクおよび一部のトレント情報（名称、ファイル一覧、サイズ）のデータベースから提供していた。表示される結果はユーザーのテキストクエリに基づく。BTDiggのDHT検索エンジンは、トレントから得られる部分的な情報とマグネットリンクという2つの要素を結び付けるものであり、これはWebページの内容とそのURLを関連付ける作業に類似している。BTDiggはまた、サードパーティのアプリケーション向けにAPIも提供していた。
BTDiggのWebインターフェースは英語、ロシア語、中国語、ポルトガル語に対応していた。ユーザーはWebインターフェース上で適切な並び順を選択することで検索結果をカスタマイズすることができた。追加機能には検索用API、APIによる人気指標、プラグイン（μTorrentやqBittorrentクライアント向け）、ウェブブラウザ用OpenSearch拡張機能（Internet Explorer、Google Chrome対応）が含まれる。APIによる人気指標は、BitTorrent DHTネットワーク内でのトレントの人気の変化を視覚化するものである。

## BTDiggの歴史
BTDiggは、2011年1月にニナ・エフゼエンコによって設立された。サイトはI2PネットワークやTorを通じて利用可能であった。2011年3月から4月にかけて、ワンクリック検索用Webプラグイン、qBittorrentプラグイン、トレントのinfo-hashをQRコード画像として表示する機能、トレントの偽物および重複の検出、ソフトリアルタイムで人気トレントを表示するチャートなどの新機能が導入された。2012年には、WebサイトがSSL接続に対応するようになった。

## 利点と欠点
BTDiggは、トレントインデックスデータベースの作成を分散化し、μTorrent経由でユーザーから提供される分散型評価を表示する機能を提供していた。BTDiggはコンテンツを分析または保存していないため、コンテンツの信頼性については保証されない。BTDiggはトラッカーではなく、BitTorrentスウォームに参加したり調整したりしていない。また、インデックスサイトでもなく、トレントの静的なリストを保存・管理していない。